# Pergamon2life

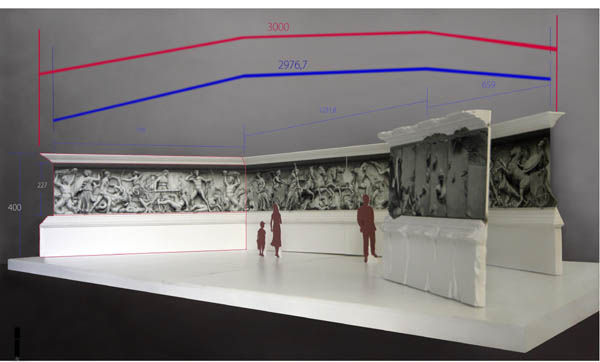
Modell der 30 m mal 4 m großen Fotoinstallation „Pergamon 2nd Life“.

Pergamon 2nd Life („Das zweite Leben des Pergamonaltars“) ist ein Kunstprojekt des Autors, Pantomimen und Fotografen Andrey Alexander (Moskau) und der Autorin, Weltumseglerin und Produzentin Angelika Gebhard aus Bad Wiessee. In einer 30 × 4 Meter großen Fotoinstallation wurden die fehlenden Teile des großen Frieses des Pergamonaltars nachgebildet.

## Inhalt

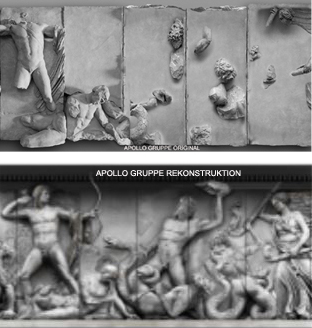
Original und Rekonstruktion der Apollo Gruppe des Pergamon Altars. Foto: Andrey Alexander

Der 1878 unter der Leitung von Carl Humann auf dem Territorium des antiken Pergamon ausgegrabenen Reste des 113 m langen Altars weisen zahlreiche leere Flächen auf. Die im Original fehlenden Teile und Figuren der Götter und Giganten der Gigantomachie ergänzte Andrey Alexander durch eigene Fotografien zeitgenössischer Athleten, Schauspieler und aus Fragmenten antiker Skulpturen. Diese Fotografien wurden in einem fünf Jahre dauernden Prozess in Farbe, Oberflächenstruktur und Ausgestaltung der Details in die Lücken der erhaltenen Marmorbruchstücke mittels Bildbearbeitung und Zeichnungen eingesetzt. Es entstand eine fiktive, künstlerisch inspirierte Rekonstruktion des Originals. Das Projekt wurde von führenden europäischen Archäologen und Wissenschaftlern beraten.

## Ausstellungen
Die Fotoinstallation wurde vom 22. April 2013 bis zum 21. Juli 2013 im Puschkin-Museum in Moskau erstmals öffentlich ausgestellt. Die um eine Video und Audioinstallation ergänzte Ausstellung zählte etwa 300.000 Besucher.
Vom 30. Juni bis zum 2. August 2015 wurde die Fotoinstallation im Shchusev State Museum of Architecture in Moskau ausgestellt. Erstmals wurde dabei in einer 3D-Rekonstruktion die Quadriga aus der Gigantomachie gezeigt.
Vom 11. Oktober 2017 bis zum 9. Februar 2018 fand unter der Schirmherrschaft des Bayerischen Staatsministers für Bildung und Kultus, Wissenschaft und Kunst, Dr. Ludwig Spaenle, im Münchner Museum für Abgüsse klassischer Bildwerke als Deutschlandpremiere eine Ausstellung der Fotoinstallation mit dem Titel Die zwei Leben des Pergamonaltars statt.

## Auszeichnungen

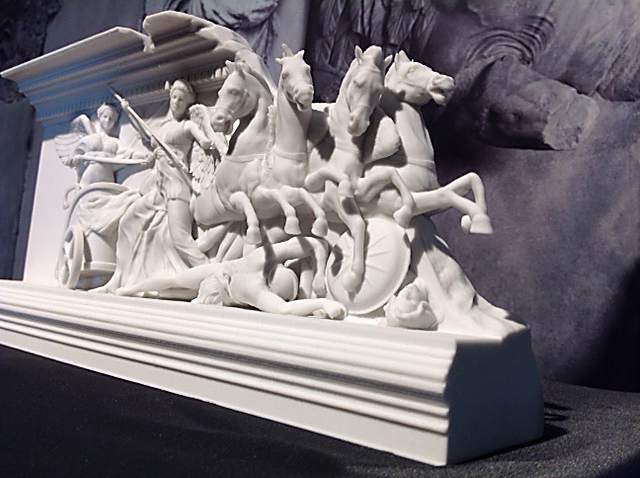
QUADRIGA, Ostfries, Pergamonaltar, 3-D-Rekonstruktion. Foto: Angelika Gebhard

Der Verlag Edition Panorama veröffentlichte „Pergamon 2nd Life“ 2010 in einem großformatigen, immerwährenden Kalender, der auf der 60. Internationalen Kalenderschau in Stuttgart die Silbermedaille gewann.